# Ньоркинко
Ньоркинко (исп. Ñorquincó) — посёлок в департаменте Ньоркинко провинции Рио-Негро (Аргентина), административный центр департамента.

## История
Населённый пункт был основан 16 ноября 1901 года. Его название является словом из языка мапуче, которым называется характерное для этой местности растение Valeriana virescens, используемое индейцами-мапуче для изготовления духового музыкального инструмента ньолкин.

## Климат
Климат средиземноморский, более прохладный, чем на большей части территории страны. Средняя температура воздуха в январе составляет 15 °С со средним максимумом 22,7 °С, средняя температура воздуха в июле составляет (—1) °С со средним минимумом (—4,6) °С.